# Chavães
Chavães ist eine Gemeinde (Freguesia) im portugiesischen Kreis Tabuaço. In ihr leben 299 Einwohner (Stand 19. April 2021).